# Sundern (Sauerland)
Sundern (Sauerland) – miasto w Niemczech, w kraju związkowym Nadrenia Północna-Westfalia, w rejencji Arnsberg, w powiecie Hochsauerland. Według danych na rok 2010 liczy 28 730 mieszkańców.

## Współpraca
Miejscowości partnerskie:
- Benet, Francja
- Calopezzati, Włochy
- Schirgiswalde, Saksonia
- Torfou, Francja